# 亞歷山大·阿利亞比耶夫
亞歷山大·亞歷山德羅維奇·阿利亞比耶夫（羅馬化：Alexander Aleksandrovich Alyabyev，1787年8月15日—1851年3月6日，舊曆1787年8月4日 - 1851年2月22日），俄國作曲家，俄羅斯藝術歌曲之父之一。他寫過7部歌劇、20部音樂劇、1首交響曲、3首弦樂四重奏、超過200首歌曲等作品。

## 外部連結
- 亞歷山大·阿利亞比耶夫的免费乐谱，由国际乐谱典藏计划提供